# Daan van Dijk
Pour les articles homonymes, voir Van Dijk.
Daan van Dijk (né le 10 mai 1907 à La Haye et mort le 22 novembre 1986 à La Haye) est un coureur cycliste néerlandais. Aux Jeux olympiques de 1928 à Amsterdam, il a remporté la médaille d'or du tandem avec Bernard Leene. Il a mis fin à sa carrière cycliste en 1937, lorsque son premier enfant est né. Il est resté impliqué dans le cyclisme comme membre de jury.

## Palmarès

### Jeux olympiques
- Amsterdam 1928
  -  Champion olympique du tandem avec Bernard Leene

## Source
- (nl) Cet article est partiellement ou en totalité issu de l’article de Wikipédia en néerlandais intitulé « Daan van Dijk » (voir la liste des auteurs).